# Il magnifico texano
Il magnifico texano è un film del 1967, diretto da Luigi Capuano, con lo pseudonimo di Lewis King. 

## Trama
Il giudice Wilkins è a capo di una banda di criminali che semina il terrore nella cittadina messicana. Un giovane di nome Manuel Lopez innamorato di sua figlia Evelyn, rinuncia di vendicarsi sull'uomo ma non a far cessare le loro imprese sanguinarie.